# Catostomus discobolus
Catostomus discobolus es una especie de pez de la familia Catostomidae.